# Partido judicial de La Vecilla
El antiguo partido judicial de La Vecilla era un Partido Judicial de la provincia de León, España.
Desaparece en 1988, pasando su jurisdicción a los de León y Cistierna.

## Municipios pertenecientes
Estaba situado en el extremo norte de la provincia.
Los 14 municipios bajo su jurisdicción en 1950 eran los siguientes:
- Boñar
- Cármenes
- La Ercina
- Matallana de Torío
- La Pola de Gordón
- La Robla
- Rodiezmo de la Tercia
- Santa Colomba de Curueño
- Valdelugueros
- Valdepiélago
- Valdeteja
- La Vecilla
- Vegacervera
- Vegaquemada